# Kurština
Kurština  byl západobaltský jazyk, kterým hovořili Kurové sídlící v západní části Lotyšska (Liepāja, Ventspils, Talsi, Kuldīga, …) a na severu Žmudě (Klaipėda, Skuodas, Kretinga, Telšiai, …).
V 16. století zmínky o jižních Kurech končí, proto se má za to, že kolem té doby se asimilovali se Žemaity. Na lotyšské straně Kurové, jejichž „řeč je podobná lotyštině“ (tedy ne shodná) jsou zmiňováni až do počátku 17. století.
Během času se populace Kurů rapidně zmenšovala (prohrané bitvy, asimilace), ze zbylých většina žije na samém břehu Baltského moře. Časem se zformovala novokurština. Zbylo jen několik málo Kurů, většina z nich ve/po druhé světové válce emigrovala do Německa a domluví se novokuršsky.
Kurové psané památky nezanechali. Řeč byla podobnější pruštině či jotvingštině, než jiným baltským jazykům, proto je zařazována do západobaltských jazyků. Někteří autoři je však zařazují mezi východobaltské ?. Souhlásky š, ž → s, z, měkké k, g → c, dz, ale dvojhlásky an, en, in, un zůstaly zachovány.
Pro kuršská toponyma jsou typické vložky -ng-, -al-, např. Palanga, Kretinga, Būtingė, Alsunga, Žemalė, Kreting alė, Upalė a jiné. Z kurštiny severní Žemaité převzali starobylou ei výslovnost: peins → lt. pienas (mléko), deina → diena (den), širší výslovnost i, u meškas → lt. miškas (les), bova → buvo (bylo), také přesun přízvuku na začátek slova. a p.

## Kuronizmy
V lotyštině jsou kuronizmy se zachovalou kuršskou fonetikou např.: dzintars 'lt. gintaras' (jantar), leitis 'lietuvis' (Litevec), menca 'menkė' (makrela), rinda 'eilė' (řada), zaķis 'zuikis' (zajíc), pīle 'antis' (kachna), cīrulis 'vyturys' (skřivan) (poslední dvě slova si „vypůjčili“ i Žemaité).

## Počty Kurů, aktivně používajících kurštinu
| Rok  | Počet mluvících K. |
| 1620 | kolem 150 000      |
| 1871 | 16 842             |
| 1905 | 14 987             |
| 1930 | 9 500              |
| 1950 | 2 500              |
| 2004 | odhad: 8           |